# Sínai Szent Hészükhiosz
Sínai Szent Hészükhiosz (Ησύχιος Σιναΐτης, Iszíhiosz, latinul: Hesychius Sinaites), (7. század) görög szerzetes, egyházi író.
A Sínai-félsziget Bathosz monostorának elöljárója, Lépcsős Szent János (†649) és Hitvalló Szent Maximosz (†662) után élt, minthogy írásaiban felhasználta ezek műveit. Életéről alig tudunk valamit, azt is csak egy 12. századi florilegiumból. Úgy mutatják be ezek a késői  kéziratok mint az Égő Csipkebokor-monostor elöljáróját. A mérsékletről és az erényről c. munkája két változatban maradt ránk. A hosszabbik százas csoportokban magvas mondásokat, szentenciákat tartalmaz. A görög szöveg mellett ez megjelent francia, német és angol fordításban. A másik, rövidebb, ABC rendben 24 fejezetben az előző műből hoz részleteket. Ez még nem jelent meg modern fordításban. Valószínű, hogy mindkettő későbbi kompiláció, az eredeti szöveg elveszett.
Művének alaptémája a mérséklet (nepsis, temperantia), a gondolatok kitartó vigyázázsa; e benső megtisztulás során jut el az ember a béke és az Úrra való állandó emlékezés állapotába.
Hészükhiosz tanítása voltaképp már eleven hagyományra épült. Érdeme abban áll, hogy ezt a hagyományt érthető és rövid formában össze tudta foglalni és átadni az utókornak. Sajátos módon gyakran utal Jézusra, ami a bizánci hagyománytól meglehetősen idegen. Műve nagy népszerűségnek örvendett a keleti szerzetesség körében, különösen orosz földön.